# Zaphne frontata
Zaphne frontata är en tvåvingeart som först beskrevs av Zetterstedt 1838.  Zaphne frontata ingår i släktet Zaphne och familjen blomsterflugor. Arten är reproducerande i Sverige. Inga underarter finns listade i Catalogue of Life.